# Bill Haarlow
Arnold William Haarlow, detto Bill (Chicago, 5 maggio 1913 – Hinsdale, 21 novembre 2003), è stato un cestista statunitense, professionista nella NBL.

## Carriera
Giocò per una stagione nella NBL, disputando 10 partite con 6,6 punti di media.